# Back to Basics (album)
Back to Basics là album phòng thu thứ năm của ca sĩ kiêm sáng tác nhạc người Mỹ Christina Aguilera, phát hành ngày 	9 tháng 8 năm 2006 bởi RCA Records. Lấy cảm hứng từ những thần tượng của Aguilera vào thập niên 1920 đến 1950, như Billie Holiday, Otis Redding, Etta James, và Ella Fitzgerald, album được nữ ca sĩ mô tả là sự kết hợp giữa jazz và soul cổ điển nhưng theo phong cách hiện đại hóa. Đây là một bản thu âm nhạc pop và R&B, trong đó đĩa đầu tiên kết hợp rhythm and blues với những âm hưởng từ hip hop và urban với hầu hết bài hát đều sử dụng nhạc mẫu, trong khi đĩa thứ hai gồm tất cả những bản nhạc gốc ngoại trừ "Candyman". Về mặt ca từ, Back to Basics lấy cảm hứng từ nhiều sự kiện trong cuộc sống lúc bấy giờ của Aguilera, bao gồm cuộc hôn nhân của cô với Jordan Bratman vào năm 2005. Đóng vai trò điều hành sản xuất của đĩa nhạc, nữ ca sĩ kết hợp với nhiều nhà sản xuất khác nhau, bao gồm DJ Premier, Rich Harrison, Rob Lewis, Mark Ronson và Linda Perry.
Sau khi phát hành, Back to Basics đa phần nhận được những phản ứng tích cực từ các nhà phê bình âm nhạc, trong đó họ đánh giá cao sự đa dạng về phong cách âm nhạc so với những album trước của Aguilera, trong khi số khác chỉ trích thời lượng quá dài của tác phẩm. Tuy nhiên, đĩa nhạc đã nhận được ba đề cử giải Grammy trong hai năm liên tiếp và chiến thắng một giải, bao gồm đề cử cho Album giọng pop xuất sắc nhất tại lễ trao giải thường niên lần thứ 49. Back to Basics cũng gặt hái những thành công lớn về mặt thương mại, đứng đầu các bảng xếp hạng tại Úc, Áo, Canada, Hà Lan, Đức, Ireland, Thụy Sĩ và Vương quốc Anh, đồng thời lọt vào top 10 ở hầu hết những quốc gia khác, bao gồm vươn đến top 5 ở những thị trường lớn như Ý, New Zealand, Tây Ban Nha và Thụy Điển. Đĩa nhạc ra mắt ở vị trí số một trên bảng xếp hạng Billboard 200 tại Hoa Kỳ với 346,000 bản, trở thành album quán quân thứ hai của Aguilera và là tác phẩm có doanh số tuần đầu cao nhất của cô tại đây.
Bốn đĩa đơn đã được phát hành từ Back to Basics. "Ain't No Other Man" được chọn làm đĩa đơn mở đường và lọt vào top 10 ở hơn 18 quốc gia, đồng thời đạt vị trí thứ sáu trên bảng xếp hạng Billboard Hot 100 và chiến thắng giải Grammy cho Trình diễn giọng pop nữ xuất sắc nhất. Hai đĩa đơn tiếp theo "Hurt" và "Candyman" đều gặt hái nhiều thành công trên toàn cầu nhưng chỉ vươn đến top 25 tại Hoa Kỳ, trong khi "Slow Down Baby" và "Oh Mother" lần lượt được phát hành giới hạn tại Úc và Châu Âu. Để khắc họa một hình tượng mới, Aguilera sử dụng tên gọi Baby Jane và thay đổi diện mạo khi xuất hiện, lấy cảm hứng từ những nữ diễn viên kinh điển của Hollywood. Để quảng bá album, nữ ca sĩ trình diễn trên nhiều chương trình truyền hình và lễ trao giải lớn, như giải Điện ảnh của MTV năm 2006, giải Video âm nhạc của MTV năm 2006 và giải Grammy lần thứ 49, cũng như thực hiện chuyến lưu diễn Songs in A Minor Tour với 82 đêm diễn khắp bốn châu lục. Tính đến nay, album đã bán được hơn năm triệu bản trên toàn cầu.

## Danh sách bài hát
| Back to Basics – Phiên bản tiêu chuẩn (Đĩa 1) | Back to Basics – Phiên bản tiêu chuẩn (Đĩa 1)     | Back to Basics – Phiên bản tiêu chuẩn (Đĩa 1) | Back to Basics – Phiên bản tiêu chuẩn (Đĩa 1)   | Back to Basics – Phiên bản tiêu chuẩn (Đĩa 1) |
| STT                                           | Nhan đề                                           | Sáng tác | Sản xuất                                        | Thời lượng                                    |
| --------------------------------------------- | ------------------------------------------------- | --- | ----------------------------------------------- | --------------------------------------------- |
| 1.                                            | "Intro (Back to Basics)"                          | Christina Aguilera Chris E. Martin Kara DioGuardi Roy Hawkins Rick Darnell                                                                        | DJ Premier Aguilera [a]                         | 1:47                                          |
| 2.                                            | "Makes Me Wanna Pray" (hợp tác với Steve Winwood) | Aguilera DioGuardi Rich Harrison Winwood | Harrison Aguilera [a]                           | 4:10                                          |
| 3.                                            | "Back in the Day"                                 | Aguilera Martin DioGuardi Don Costa Jimmy Castor Langdon Fridle, Jr. Douglas Gibson Harry Jensen Robert Manigault Gerald Thomas                   | DJ Premier Aguilera [a]                         | 4:13                                          |
| 4.                                            | "Ain't No Other Man"                              | Aguilera Martin DioGuardi Charles Martin Roane Harold Beatty                                                                                      | DJ Premier Roane [b] Aguilera [a] Rob Lewis [c] | 3:49                                          |
| 5.                                            | "Understand"                                      | Aguilera DioGuardi Kwamé Holland Allen Toussaint                                                                                                  | Kwamé                                           | 3:46                                          |
| 6.                                            | "Slow Down Baby"                                  | Aguilera Mark Ronson DioGuardi Raymond Angry William Guest Merald Knight Edward Patten Gladys Knight Marvin Bernard Michael Harper Curtis Jackson | Ronson Aguilera [a]                             | 3:29                                          |
| 7.                                            | "Oh Mother"                                       | Aguilera Derryck Thornton Mark Rankin Liz Thornton DioGuardi Bruno Coulais Christophe Barratier                                                   | Big Tank Q L Boggie [b] Aguilera [a]            | 3:47                                          |
| 8.                                            | "F.U.S.S." (Interlude)                            | Aguilera Roane DioGuardi | Roane Aguilera [a]                              | 2:21                                          |
| 9.                                            | "On Our Way"                                      | Aguilera D. Thornton Rankin L. Thornton DioGuardi                                                                                                 | Big Tank Q L Boggie [b] Aguilera [a]            | 3:37                                          |
| 10.                                           | "Without You"                                     | Aguilera DioGuardi Ronson Lewis | Ronson Aguilera [a]                             | 3:57                                          |
| 11.                                           | "Still Dirrty"                                    | Aguilera Martin DioGuardi | DJ Premier Aguilera [a]                         | 3:46                                          |
| 12.                                           | "Here to Stay"                                    | Aguilera Heather Holley Tony Reyes Ben H. Allen George Henry Jackson                                                                              | Reyes Allen Aguilera [a]                        | 3:20                                          |
| 13.                                           | "Thank You (Dedication to Fans...)"               | Aguilera Martin DioGuardi Pamela Sheyne David Frank Steve Kipner                                                                                  | DJ Premier Aguilera [a]                         | 4:59                                          |
| Tổng thời lượng:                              | Tổng thời lượng:                                  | Tổng thời lượng: | Tổng thời lượng:                                | 46:55                                         |

| Back to Basics – Phiên bản tiêu chuẩn (Đĩa 2) | Back to Basics – Phiên bản tiêu chuẩn (Đĩa 2) | Back to Basics – Phiên bản tiêu chuẩn (Đĩa 2) | Back to Basics – Phiên bản tiêu chuẩn (Đĩa 2) | Back to Basics – Phiên bản tiêu chuẩn (Đĩa 2) |
| STT                                           | Nhan đề                                       | Sáng tác                                      | Sản xuất                                      | Thời lượng                                    |
| --------------------------------------------- | --------------------------------------------- | --------------------------------------------- | --------------------------------------------- | --------------------------------------------- |
| 1.                                            | "Enter the Circus"                            | Aguilera Linda Perry                          | Perry                                         | 1:42                                          |
| 2.                                            | "Welcome"                                     | Aguilera Perry Ronson Paul Ill                | Perry                                         | 2:43                                          |
| 3.                                            | "Candyman"                                    | Aguilera Perry                                | Perry                                         | 3:14                                          |
| 4.                                            | "Nasty Naughty Boy"                           | Aguilera Perry                                | Perry                                         | 4:45                                          |
| 5.                                            | "I Got Trouble"                               | Aguilera Perry                                | Perry                                         | 3:42                                          |
| 6.                                            | "Hurt"                                        | Aguilera Perry Ronson                         | Perry                                         | 4:03                                          |
| 7.                                            | "Mercy on Me"                                 | Aguilera Perry                                | Perry                                         | 4:33                                          |
| 8.                                            | "Save Me from Myself"                         | Aguilera Perry Bill Bottrell                  | Perry                                         | 3:13                                          |
| 9.                                            | "The Right Man"                               | Aguilera Perry                                | Perry                                         | 3:51                                          |
| Tổng thời lượng:                              | Tổng thời lượng:                              | Tổng thời lượng:                              | Tổng thời lượng:                              | 31:47                                         |

| Back to Basics – Phiên bản vật lý (video kèm theo) | Back to Basics – Phiên bản vật lý (video kèm theo) | Back to Basics – Phiên bản vật lý (video kèm theo) |
| STT                                                | Nhan đề                                            | Thời lượng                                         |
| -------------------------------------------------- | -------------------------------------------------- | -------------------------------------------------- |
| 10.                                                | "Back to Basics"                                   | 10:07                                              |
| Tổng thời lượng:                                   | Tổng thời lượng:                                   | 41:54                                              |

| Back to Basics – Phiên bản gói cao cấp (đĩa 7" kèm theo) | Back to Basics – Phiên bản gói cao cấp (đĩa 7" kèm theo) | Back to Basics – Phiên bản gói cao cấp (đĩa 7" kèm theo)                          | Back to Basics – Phiên bản gói cao cấp (đĩa 7" kèm theo) | Back to Basics – Phiên bản gói cao cấp (đĩa 7" kèm theo) |
| STT                                                      | Nhan đề                                                  | Sáng tác                                                                          | Sản xuất                                                 | Thời lượng                                               |
| -------------------------------------------------------- | -------------------------------------------------------- | --------------------------------------------------------------------------------- | -------------------------------------------------------- | -------------------------------------------------------- |
| 1.                                                       | "Ain't No Other Man"                                     | Aguilera Martin DioGuardi Roane Beatty                                            | DJ Premier Roane [b] Aguilera [a] Lewis [c]              | 3:49                                                     |
| 2.                                                       | "Back in the Day"                                        | Aguilera Martin DioGuardi Costa Castor Fridle, Jr. Gibson Jensen Manigault Thomas | DJ Premier Aguilera [a]                                  | 4:13                                                     |
| Tổng thời lượng:                                         | Tổng thời lượng:                                         | Tổng thời lượng:                                                                  | Tổng thời lượng:                                         | 8:02                                                     |

| Back to Basics – Phiên bản độc quyền tại Walmart (DVD kèm theo) | Back to Basics – Phiên bản độc quyền tại Walmart (DVD kèm theo) | Back to Basics – Phiên bản độc quyền tại Walmart (DVD kèm theo) |
| STT                                                             | Nhan đề                                                         | Thời lượng                                                      |
| --------------------------------------------------------------- | --------------------------------------------------------------- | --------------------------------------------------------------- |
| 1.                                                              | "Phim tài liệu Back to Basics"                                  |                                                                 |
| 2.                                                              | "Ain't No Other Man" (video ca nhạc)                            |                                                                 |
| 3.                                                              | "Ain't No Other Man" (Remix) (video ca nhạc)                    |                                                                 |
| 4.                                                              | "Hurt" (video ca nhạc)                                          |                                                                 |
| 5.                                                              | "Hurt" (trực tiếp tại giải Video âm nhạc của MTV)               |                                                                 |
| 6.                                                              | "Hậu trường: Buổi Chụp ảnh Album"                               |                                                                 |

| Back to Basics – Phiên bản đặc biệt (DVD kèm theo) | Back to Basics – Phiên bản đặc biệt (DVD kèm theo) | Back to Basics – Phiên bản đặc biệt (DVD kèm theo) |
| STT                                                | Nhan đề                                            | Thời lượng                                         |
| -------------------------------------------------- | -------------------------------------------------- | -------------------------------------------------- |
| 1.                                                 | "Ain't No Other Man" (Trực tiếp tại London)        |                                                    |
| 2.                                                 | "Candyman" (Trực tiếp tại London)                  |                                                    |
| 3.                                                 | "Beautiful" (Trực tiếp tại London)                 |                                                    |

| Back to Basics – Phiên bản Tour (DVD kèm theo) | Back to Basics – Phiên bản Tour (DVD kèm theo) | Back to Basics – Phiên bản Tour (DVD kèm theo) |
| STT                                            | Nhan đề                                        | Thời lượng                                     |
| ---------------------------------------------- | ---------------------------------------------- | ---------------------------------------------- |
| 1.                                             | "Ain't No Other Man" (video ca nhạc)           |                                                |
| 2.                                             | "Hurt" (video ca nhạc)                         |                                                |
| 3.                                             | "Candyman" (video ca nhạc)                     |                                                |
| 4.                                             | "Quá trình thực hiện video Candyman"           |                                                |

Ghi chú
- ^a  nghĩa là sản xuất bổ sung
- ^b  nghĩa là đồng sản xuất
- ^c  nghĩa là sản xuất giọng hát

Ghi chú nhạc mẫu
- "Intro (Back to Basics)" chứa đoạn nhạc mẫu "The Thrill Is Gone (Live)" của B.B. King, The Crusaders và The Royal Philharmonic Orchestra.
- "Makes Me Wanna Pray" chứa đoạn nhạc mẫu "Glad" của Traffic.
- "Back in the Day" chứa đoạn nhạc mẫu "Charley" của Don Costa Orchestra, và "Troglodyte" của The Jimmy Castor Bunch.
- "Ain't No Other Man" chứa đoạn nhạc mẫu "Happy Skippy Moon Strut" của Moon People, và "The Cissy's Thang" của The Soul Seven.
- "Understand" chứa đoạn nhạc mẫu "Nearer to You" của Betty Harris.
- "Slow Down Baby" chứa đoạn nhạc mẫu "Window Raisin' Granny" của Gladys Knight & the Pips và "So Seductive" của Tony Yayo.
- "Oh Mother" chứa đoạn nhạc mẫu "Vois Sur Ton Chemin", sáng tác bởi Bruno Coulais và Christopher Barratler.
- "On Our Way" chứa đoạn nhạc mẫu "Sentimentale" của Claude Bolling.
- "Here to Stay" chứa đoạn nhạc mẫu "The Best Thing You Ever Had" của Candi Staton.
- "Thank You (Dedication to Fans...)" chứa đoạn nhạc mẫu "Can't Hold Us Down" và "Genie in a Bottle" của Aguilera, và "Think Big" của Pudgie the Fat Bastard hợp tác với The Notorious B.I.G.. Bản nhạc cũng bao gồm những bản thu âm của hội nhóm người hâm mộ: Shane Burrows, Jessica Cavanaugh, She-Tara Franklin, Michael Holmin, Warren Keller, Antoinette Litte, Gustavo Medina, Sarah Anne Moore, Joshua Pospisil, Cory Steale, Durant Searcy, Samantha Silver, Tammy Simpson và Shanna Nicole Wiles.
- "Candyman" chứa đoạn nhạc mẫu "Tarzan & Jane Swingin' on a Vine" từ Run to Cadence with U.S. Marines.

## Xếp hạng
| Bảng xếp hạng (2006)                     | Vị trí cao nhất |
| ---------------------------------------- | --------------- |
| Album Úc (ARIA)                          | 1               |
| Album Áo (Ö3 Austria)                    | 1               |
| Album Bỉ (Ultratop Vlaanderen)           | 2               |
| Album Bỉ (Ultratop Wallonie)             | 4               |
| Album Canada (Billboard)                 | 1               |
| Album Cộng hòa Séc (ČNS IFPI)            | 4               |
| Album Đan Mạch (Hitlisten)               | 2               |
| Album Hà Lan (Album Top 100)             | 1               |
| Album Châu Âu (Billboard)                | 1               |
| Album Phần Lan (Suomen virallinen lista) | 6               |
| Album Pháp (SNEP)                        | 10              |
| Album Đức (Offizielle Top 100)           | 1               |
| Album Hy Lạp (IFPI)                      | 5               |
| Album Hungaria (MAHASZ)                  | 3               |
| Album Ireland (IRMA)                     | 1               |
| Album Ý (FIMI)                           | 3               |
| Album Nhật Bản (Oricon)                  | 7               |
| Album Mexico (Top 100 Mexico)            | 2               |
| Album New Zealand (RMNZ)                 | 2               |
| Album Na Uy (VG-lista)                   | 4               |
| Album Ba Lan (ZPAV)                      | 9               |
| Album Bồ Đào Nha (AFP)                   | 26              |
| Album Scotland (OCC)                     | 1               |
| Album Singapore (RIAS)                   | 1               |
| Album Tây Ban Nha (PROMUSICAE)           | 5               |
| Album Thụy Điển (Sverigetopplistan)      | 2               |
| Album Thụy Sĩ (Schweizer Hitparade)      | 1               |
| Album Đài Loan Quốc tế (Five Music)      | 1               |
| Album Anh Quốc (OCC)                     | 1               |
| Album Hoa Kỳ Billboard 200               | 1               |
| Album Hoa Kỳ Top R&B/Hip-Hop (Billboard) | 2               |

| Bảng xếp hạng (2006)                      | Vị trí |
| ----------------------------------------- | ------ |
| Album Úc (ARIA)                           | 45     |
| Album Áo (Ö3 Austria)                     | 27     |
| Album Bỉ (Ultratop Flanders)              | 43     |
| Album Hà Lan (Album Top 100)              | 42     |
| Album Châu Âu (Billboard)                 | 34     |
| Album Pháp (SNEP)                         | 120    |
| Album Đức (Offizielle Top 100)            | 45     |
| Album Hy Lạp Quốc tế (IFPI)               | 34     |
| Album Hungaria (MAHASZ)                   | 63     |
| Album Ý (FIMI)                            | 97     |
| Album Mexico (Top 100 Mexico)             | 54     |
| Album Mexico Tiếng Anh (Top 100 Mexico)   | 15     |
| Album Thụy Điển (Sverigetopplistan)       | 37     |
| Album Thụy Sĩ (Schweizer Hitparade)       | 16     |
| Album Anh Quốc (OCC)                      | 56     |
| Hoa Kỳ Billboard 200                      | 59     |
| Hoa Kỳ Top R&B/Hip-Hop Albums (Billboard) | 60     |
| Album Toàn cầu (IFPI)                     | 15     |
| Bảng xếp hạng (2007)                      | Vị trí |
| Album Úc (ARIA)                           | 34     |
| Album Áo (Ö3 Austria)                     | 43     |
| Album Bỉ (Ultratop Flanders)              | 85     |
| Album Bỉ (Ultratop Wallonia)              | 92     |
| Album Hà Lan (Album Top 100)              | 88     |
| Album Pháp (SNEP)                         | 109    |
| Album Hungaria (MAHASZ)                   | 59     |
| Album New Zealand (RMNZ)                  | 43     |
| Album Nga (2M)                            | 10     |
| Album Thụy Sĩ (Schweizer Hitparade)       | 53     |
| Album Anh Quốc (OCC)                      | 127    |
| Hoa Kỳ Billboard 200                      | 73     |
| Hoa Kỳ Top R&B/Hip-Hop Albums (Billboard) | 67     |

## Chứng nhận
| Quốc gia | Chứng nhận  | Số đơn vị/doanh số chứng nhận |
| --- | ----------- | ----------------------------- |
| Úc (ARIA) | 2× Bạch kim | 140.000^                      |
| Áo (IFPI Áo) | Vàng        | 15.000*                       |
| Bỉ (BEA) | Bạch kim    | 50.000*                       |
| Canada (Music Canada) | 3× Bạch kim | 300.000^                      |
| Đan Mạch (IFPI Đan Mạch) | Vàng        | 20.000^                       |
| Pháp (SNEP) | Vàng        | 75.000*                       |
| Đức (BVMI) | 3× Vàng     | 450.000‡                      |
| Hungary (Mahasz) | Bạch kim    | 10.000^                       |
| Ireland (IRMA) | 3× Bạch kim | 45.000^                       |
| Ý (FIMI) | Vàng        | 40.000*                       |
| Nhật Bản (RIAJ) | Vàng        | 100.000^                      |
| México (AMPROFON) | Vàng        | 50.000‡                       |
| Hà Lan (NVPI) | Vàng        | 35.000^                       |
| New Zealand (RMNZ) | Bạch kim    | 15.000^                       |
| Ba Lan (ZPAV) | Vàng        | 10.000*                       |
| Nga (NFPF) | 3× Bạch kim | 60.000*                       |
| Hàn Quốc (KMCA) | —           | 11,514                        |
| Thụy Điển (GLF) | Vàng        | 30.000^                       |
| Thụy Sĩ (IFPI) | Bạch kim    | 30.000^                       |
| Anh Quốc (BPI) | Bạch kim    | 522,696                       |
| Hoa Kỳ (RIAA) | 2× Bạch kim | 2.000.000‡                    |
| Tổng hợp |             |                               |
| Châu Âu (IFPI) | Bạch kim    | 1.000.000*                    |
| Toàn cầu | —           | 5,000,000                     |
| * Chứng nhận dựa theo doanh số tiêu thụ. ^ Chứng nhận dựa theo doanh số nhập hàng. ‡ Chứng nhận dựa theo doanh số tiêu thụ và phát trực tuyến. |             |                               |

## Lịch sử phát hành
| Khu vực        | Ngày              | Phiên bản | Định dạng | Hãng đĩa | Ct. |
| -------------- | ----------------- | --------- | --------- | -------- | --- |
| Nhật Bản       | 9 tháng 8, 2006   | CD        | Sony BMG  | [ 86 ]   |     |
| Đức            | 11 tháng 8, 2006  | CD        | Sony BMG  | [ 87 ]   |     |
| Ý              | 11 tháng 8, 2006  | CD        | Sony BMG  | [ 88 ]   |     |
| Úc             | 12 tháng 8, 2006  | CD        | Sony BMG  | [ 89 ]   |     |
| Pháp           | 14 tháng 8, 2006  | CD        | Sony BMG  | [ 90 ]   |     |
| Ba Lan         | 14 tháng 8, 2006  | CD        | Sony BMG  | [ 91 ]   |     |
| Bồ Đào Nha     | 14 tháng 8, 2006  | CD        | Sony BMG  | [ 92 ]   |     |
| Vương quốc Anh | 14 tháng 8, 2006  | CD        | RCA       | [ 93 ]   |     |
| Canada         | 15 tháng 8, 2006  | CD        | Sony BMG  | [ 94 ]   |     |
| New Zealand    | 15 tháng 8, 2006  | CD        | Sony BMG  | [ 95 ]   |     |
| Hoa Kỳ         | 15 tháng 8, 2006  | CD        | RCA       | [ 96 ]   |     |
| Đan Mãch       | 16 tháng 8, 2006  | CD        | Sony BMG  | [ 97 ]   |     |
| Phần Lan       | 16 tháng 8, 2006  | CD        | Sony BMG  | [ 98 ]   |     |
| Na Uy          | 16 tháng 8, 2006  | CD        | Sony BMG  | [ 99 ]   |     |
| Thụy Điển      | 16 tháng 8, 2006  | CD        | Sony BMG  | [ 100 ]  |     |
| Đài Loan       | 18 tháng 8, 2006  | CD        | Sony BMG  | [ 101 ]  |     |
| Hoa Kỳ         | 15 tháng 10, 2006 | LP        | RCA       | [ 102 ]  |     |
| Đức            | 27 tháng 10, 2006 | LP        | Sony BMG  | [ 103 ]  |     |
| Vương quốc Anh | 6 tháng 11, 2006  | LP        | RCA       | [ 104 ]  |     |